# Andreassen Point
Der Andreassen Point ist eine flache und eisfreie Landspitze im Norden der antarktischen James-Ross-Insel, die 13 km südlich des Kap Lachman in den Herbert-Sund hineinragt.
Vermutlicher Entdecker des Kaps ist Otto Nordenskjöld, Leiter der Schwedischen Antarktisexpedition (1901–1903). Der Falkland Islands Dependencies Survey nahm 1945 eine Vermessung vor. Das UK Antarctic Place-Names Committee benannte das Objekt nach Frantz Leonard Andreassen (1858–1920), Erster Maat auf der Bark Antarctic, dem Schiff der Schwedischen Antarktisexpedition.